# Montsecanomalus sorianoi
Montsecanomalus sorianoi is een keversoort uit de familie Ithyceridae. De wetenschappelijke naam van de soort is voor het eerst geldig gepubliceerd in 2009 door Legalov.